# Streetscooter
Streetscooter GmbH din Aachen este un producător de vehicule electrice. Societatea este o filială a Deutsche Post.

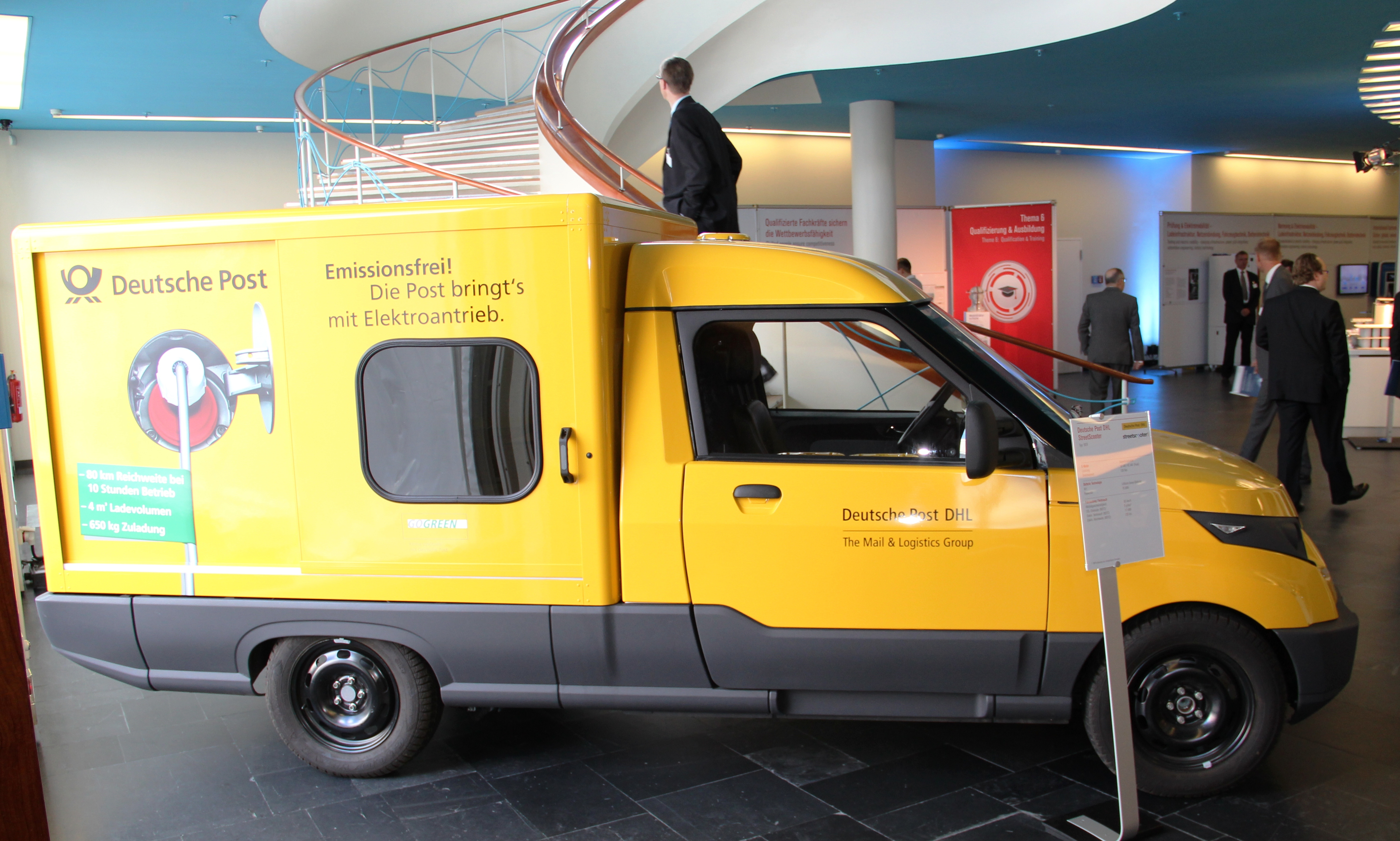
Modelul B14 înainte de livrarea către poștă (2013)

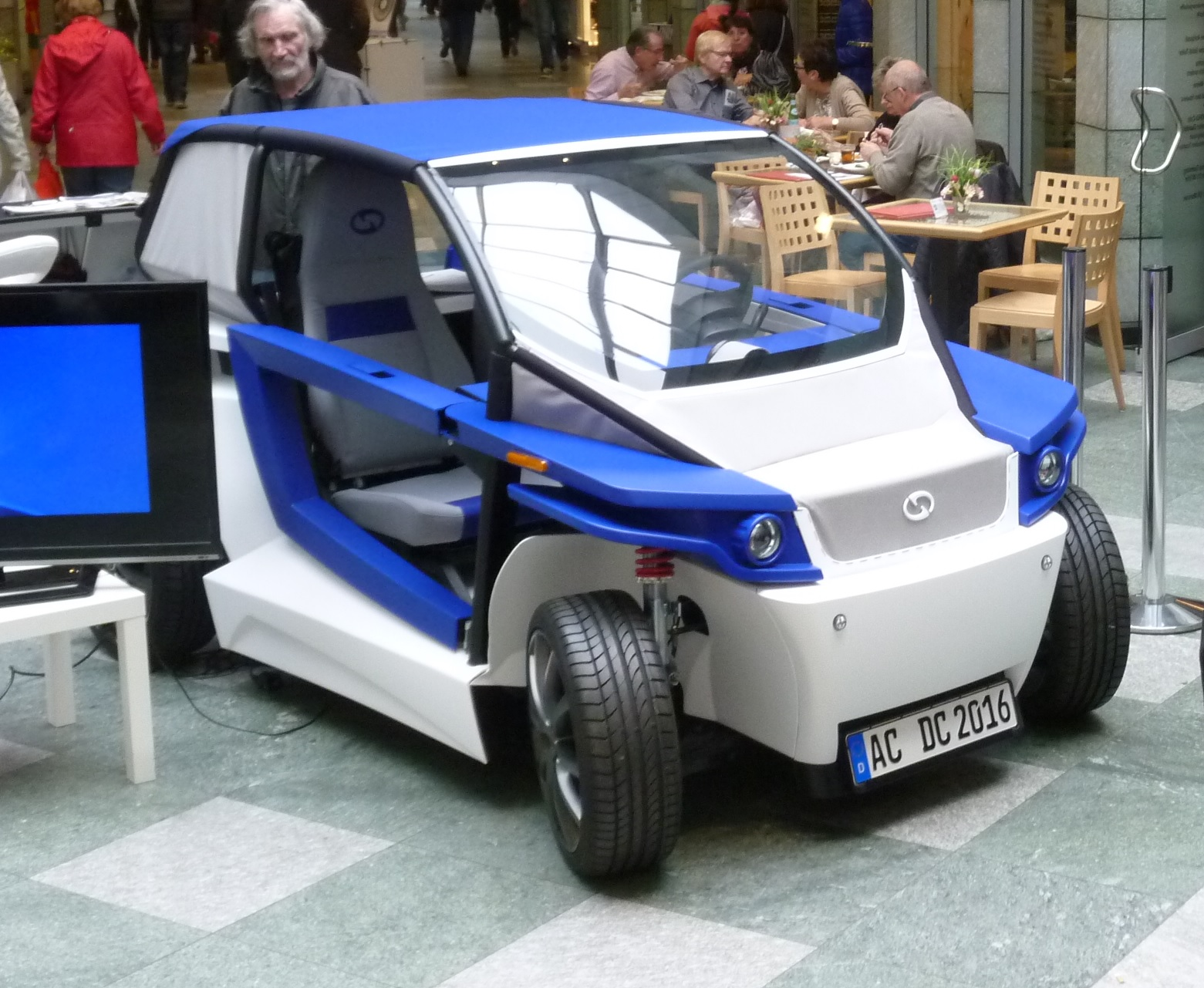
Prototipul C16 din anul 2014